# Chlorophorus proannulatus
Chlorophorus proannulatus är en skalbaggsart som beskrevs av J. Linsley Gressitt och Yves Rondon 1970. Chlorophorus proannulatus ingår i släktet Chlorophorus och familjen långhorningar.
Artens utbredningsområde är Laos. Inga underarter finns listade i Catalogue of Life.